# Alboglossiphonia weberi
Alboglossiphonia weberi (Біла клепсіна Вебера) — вид п'явок роду Alboglossifhonia з підродини Haementeriinae родини Пласкі п'явки. Названо на честь нідерландського зоолога Макса Карла Вебера.

## Опис
Загальна довжина становить 4—6 см. Хоботок циліндричний. У передній частині знаходяться 3 пари очей. Очі передньої пари розташовані близько одне до одного, 2 інші пари мають чималу відстань між собою. На обох кінцях є присоски. Тіло широке, грушоподібне. Посередині проходить рядок сосочків.
Забарвлення блідо-жовтувате.

## Спосіб життя
Воліє до прісних водойм. Доволі активна, рухлива п'явка, що вправно пересувається під водою. Живиться гемолімфою черевоногих молюсків.
Є гермафродитом.

## Розповсюдження
Поширена від Південно-Східної Азії до Приморського краю та Бурятії в Російській Федерації.